# タデウシュ・ロメル
タデウシュ・ルドヴィク・ロメル（ポーランド語: Tadeusz Ludwik Römer、リトアニア語: Tadeušas Liudvikas Riomeris、ロシア語: Тадеуш Людовик Ромер、1894年12月6日  -  1978年3月23日）は、ポーランドの外交官、政治家。ポーランド第二共和国亡命政府外務大臣。初代駐日ポーランド大使。

## 生涯
彼は1919年にロマン・ドモフスキの個人秘書を務めた。その後、ポーランド外務省に加わり、イタリア、ポルトガル、日本（1937-1941）およびソビエト連邦（1942-1943）のポーランド大使を務めた。それから彼は亡命政府の外務大臣だった（1943-1944）。戦後、彼はカナダに定住し、マギル大学で講義を行った。
彼は日本に駐在する間、ウラジオストク経由で日本に来たポーランドの避難民を助け、そのほとんどがユダヤ人であり、杉原千畝とポーランドのインテリジェンスにより発給されたビザによりリトアニアから来たのであった。杉原発給ビザにより日本へ来たポーランドのユダヤ難民に、米国・カナダ・オーストラリア等へ行く新規のビザを発給するために多くの貢献をした。

## 勲章
- Wielka Wstęga Orderu Odrodzenia Polski（1974年）[1]
- Złoty Krzyż Zasługi – 2回（1938年[2]と1944年[3]）
- Wielka Wstęga Orderu Świętego Sawy – ユーゴスラビア王国（1931年）[4]